# Croton trichophilus
Espèce
Croton trichophilus est une espèce de plantes à fleurs du genre Croton et de la famille des Euphorbiaceae, présente au Brésil (Espírito Santo).
Il a pour synonyme :
- Julocroton trichophilus,Pax  & K.Hoffm.